# Tsewang Paljor
Tsewang Paljor (tibetana: ཚེ་དབང་དཔལ་འབྱོར; Wylie: tshe dbang dpal 'byor) (Distrito de Leh, Jammu y Cachemira 10 de abril de 1968 - Monte Everest 10 de mayo de 1996) fue miembro del primer equipo indio para alcanzar la cima del Monte Everest desde el Collado Norte. Tsewang Paljor fue uno entre los tres hindúes que murieron en la montaña durante el desastre de 1996. El cuerpo de Paljor desapareció en 2014, posiblemente retirado por montañeros chinos.

## Biografía
Nació en la villa Sakti del Distrito de Leh, Jammu y Cachemira el 10 de abril de 1968. En 1986 a los 18 años se une a la Policía Fronteriza Indo-Tibetana.
Siendo Jefe de Alguaciles se integra al primer equipo hindú que alcanza la cima del Monte Everest desde el Collado Norte, al descender de la cumbre, quedó atrapado en una tormenta de nieve, muriendo por hipotermia.